# Augustana (band)
Augustana is een Amerikaanse rockband uit San Diego, Californië. De band bestaat sinds 2003, is ondergebracht bij Epic Records en is vooral bekend dankzij singles als Boston, Stars and Boulevards en Sweet and Low.

## Biografie
In 2003 kwam het debuutalbum Midwest Skies and Sleepless Mondays uit, waarvan maar 1000 exemplaren werden geproduceerd. Later dat jaar nam de band Mayfield EP op, waar maar 25 exemplaren van verschenen. Nadat de bandleden Dan Layus, Josiah Rosen en Jared Palomas Augustana hadden opgericht in Greenville, vertrokken ze naar Zuid-Californië waar ze hun drummer Justin South vonden. Niet lang daarna werd de band ontdekt door de producent Stephen Short. Short en Michael Rosenblatt werden de managers van de band en maakten deals voor de band met Epic Records en EMI. De twee zijn ook nu nog de managers van Augustana.
In 2005 werd het tweede album, All the Stars and Boulevards uitgebracht. Dankzij de single Boston bereikten het album en de band nationale bekendheid. Boston, waarvan een andere versie ook al op het eerste album was verschenen, werd onder meer gebruikt in de series One Tree Hill, Scrubs en The Big Bang Theory. Van de single werden ruim 1 miljoen exemplaren verkocht, van het album ongeveer 300.000 exemplaren.
In april 2006 verliet Josiah Rosen de band. Op 12 september van dat jaar werd Midwest Skies and Sleepless Mondays opnieuw uitgebracht, exclusief bij de Best Buy.
In april 2008 verscheen een nieuw album van Augustana, Can't Love Can't Hurt. Er werden enkele honderdduizenden exemplaren van verkocht.
In september 2011 is de band uit elkaar gegaan.
In juli 2012 kondigde Dan Layus aan dat Augustana een nieuw platencontract heeft ondertekend en bezig is met een nieuw studioalbum. 